# ترونگ خوان
ترونگ خوان (به لاتین: Trường Xuân) یک منطقهٔ مسکونی در ویتنام است که در استان کوانگ‌بن واقع شده‌است.